# 小行星23937
小行星23937（23937 Delibes）是一颗绕太阳运转的小行星，为主小行星带小行星。该小行星于1998年10月发现。

## 轨道参数
小行星23937的轨道半长轴为348 385 219 km，2.3287782 UA，离心率为0.099。